# Rolf Gautschi (Künstler)
Rolf Gautschi (* 17. August 1932 in Basel; † 6. November 2016 in Olten) war ein Schweizer Maler, Glasmaler, Zeichner, Objektkünstler und Kunstlehrer.

## Leben und Werk
Rolf Gautschi besuchte die Allgemeine Gewerbeschule Basel. Seine Lehrer waren u. a. Paul Bodmer, Martin Alfred Christ und Hans Weidmann. Später unterrichtete Gautschi selber an dieser Schule.
1962 bezog er sein Atelier im Dachgeschoss der alten Gewerbeschule Basel. Rolf Gautschi war Mitglied der Sektion Basel der GSMBA und erhielt 1957 ein Kiefer Hablitzel Stipendium. Seine Werke stellte er in Einzel- und Gruppenausstellungen aus, so in Basel, Bern, Olten und Solothurn. Zudem wurden  Werke von ihm vom Kunstkredit Basel-Stadt und vom Kunstkredit Baselland erworben.